# Fin Del Camino (Prison Break)
Fin Del Camino este al  21-lea episod din sezonul al 2-lea al serialului de televiziune Prison Break.